# Aéroport d'Aripuanã
L'aéroport d'Aripuanã (code IATA : AIR • code OACI : SSOU) est l'aéroport desservant la ville d'Aripuanã au Brésil.

## Historique
L'aéroport est dédié à l'aviation générale.

## Compagnies aériennes et destinations
Il n'y a pas de vols réguliers à partir de cet aéroport.

## Accès
L'aéroport est situé à 3 km du centre-ville d'Aripuanã. Il est desservi par la route.